# JGAP
JGAP (Japan Good Agricultural Practices) là quy trình thực hành sản xuất nông nghiệp tốt tại Nhật Bản. Bộ tiêu chuẩn JGAP được xây dựng vào năm 2007 với hơn 130 tiêu chí kiểm soát đảm bảo chất lượng sản phẩm hàng đầu thế giới, được công nhận là bộ chuẩn đạt chất lượng tương đương tham chiếu với GlobalGAP.
Hệ thống JGAP bao gổm cả việc quản lý/kiểm soát các mối nguy trong sản xuất bảo đảm an toàn thực phẩm, bền vững về môi trường và bảo vệ người lao động. JGAP giúp người tiêu dùng hưởng các sản phẩm nông nghiệp an toàn đã được bảo lãnh bởi các cơ quan thanh tra độc lập; hệ thống JGAP sẽ kiểm soát được các sản phẩm nhập ngoại không đảm bảo chất lượng; không phát sinh chi phí cho cả người bán và mua. Sản phẩm đạt JGAP khi xuất khẩu có thể đối chiếu với các hệ tiêu chuẩn khác trên thế giới để khẳng định sự tương thích của hệ thống này với các hệ GAP của các nước.